# 國家衛生院 (義大利)
義大利國家衛生院（義大利語：Istituto Superiore di Sanità），縮寫ISS、直譯「衛生高等研究院」，是義大利公共機構，國家健保體系下為領先科技的一環，進行公共衛生研究、試驗、掌握、諮詢、文件和訓練。該機構由義大利衛生部管理。

## 簡史
- 1931年7月6日，由美國洛克菲勒基金會資助、建築師Giuseppe Amendola設計的主樓在羅馬動工[3]。
- 1934年4月21日，正式運作，當時名稱「公共衛生院」（Istituto di Sanità Pubblica）。
- 1941年，改制採現名。
- 1958年，從義大利內政部改隸衛生部轄下。

## 組織

### 研究部門
- 環境暨健康
- 心血管、內分泌代謝疾病暨老化
- 傳染病
- 神經科學
- 腫瘤暨分子醫學
- 食品安全、營養暨獸醫公共衛生

### 專案單位
- 國家移植中心
- 國家藥物臨床研究與評鑑中心
- 國家HIV/AIDS研究中心
- 認證機構
- 國家罕見疾病中心
- 國家疾病防治暨健康促進中心
- 國家衛生技術評估中心
- 國家全球衛生中心
- 國家化學藥品、化妝品暨消費者保護中心
- 國家遠程醫療暨新輔助技術中心
- 國家藥物管制與評鑑中心
- 國家藥物成癮暨禁藥檢測中心
- 國家臨床優化、品質與照護中心
- 國家公共衛生創新技術中心
- 國家輻射防護暨計算物理中心
- 動物實驗暨健康中心
- 國家血液中心
- 性別醫學鑑定中心
- 行為科學與心理健康臨床中心

## 外部連結
- 官方网站
- 舊版英文網頁（页面存档备份，存于）